# Città di Lake Macquarie
La città di Lake Macquarie è una Local Government Area che si trova nel Nuovo Galles del Sud. Essa si estende su una superficie di 648 chilometri quadrati e ha una popolazione di 189.006 abitanti. La sede del consiglio si trova a Speers Point.